# John Pierpont Morgan
Pour les articles homonymes, voir John Morgan et Morgan.
John Pierpont Morgan, dit J. P. Morgan, né le 17 avril 1837 à Hartford dans le Connecticut et mort le 31 mars 1913 à Rome en Italie, est un financier et un banquier américain. Tout d'abord centré sur les banques, l'empire de Morgan s'est progressivement étendu à de nombreux autres domaines comme l'électricité, l'acier, le chemin de fer et la navigation. Dans ce dernier domaine, il est le fondateur de l’International Mercantile Marine Company, compagnie maritime regroupant nombre de compagnies américaines mais également britanniques (notamment la White Star Line). À ce titre, Morgan est de fait le propriétaire du Titanic, qui sombre un an avant sa mort.
Gérant un capital colossal, il a souvent été décrit comme un magnat des finances à l'influence redoutable. Il se montre également un grand collectionneur d'œuvres d'art, de livres et de montres. Ses collections sont notamment visibles au Metropolitan Museum of Art et à la Pierpont Morgan Library de New York.
Son nom est à l'origine de celui de la banque JPMorgan Chase issue de la fusion de la J.P. Morgan & Co. et de la Chase Manhattan Bank.

## Biographie

### Jeunesse et éducation
J. P. Morgan est le fils du financier Junius Spencer Morgan et de Juliet Pierpont. Son père travaille notamment avec George Peabody, influent banquier dont il prend la succession.  Désireux de voir son fils recevoir une bonne éducation, il envoie celui-ci faire des études en Europe dans un pensionnat suisse puis à l'université de Göttingen en Allemagne. J.P. apprend le français et l'allemand, qu'il parle couramment, et devient féru d'art et de culture européenne. Il quitte l'université avec un diplôme d'histoire de l'art et effectue un voyage à Londres.

### Carrière

#### Débuts

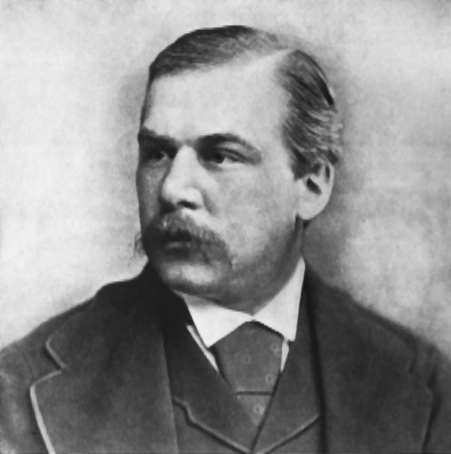
John Pierpont Morgan dans sa jeunesse.

Morgan est admis grâce à son père dans la firme new-yorkaise Duncan, Sherman & Company (en) en 1857. Par la suite, il avoue avoir utilisé l'argent de la banque pour s'enrichir personnellement en spéculant sur le commerce de grains de café. Il rejoint la firme de son père en 1861 en travaillant à New York dans la J. Pierpont Morgan Company. En octobre 1861, il épouse Memy alors que celle-ci est déjà atteinte de tuberculose ; elle meurt en février 1862.
Durant la guerre de Sécession, Morgan s'investit dans la vente d'armes, achetant des fusils usagés à l'armée avant de les reconditionner, puis de les revendre à l'Armée beaucoup plus cher. Cependant, de telles armes étant défectueuses, un scandale éclate. Le gouvernement refuse de payer Morgan, qui doit le poursuivre à deux reprises. Comme beaucoup de gens riches de l'époque, Morgan échappe à l'ordre de mobilisation militaire en versant une dispense de 300 dollars.
Il fait partie des « titans » de l'industrie du Gilded Age (littéralement « âge doré ») au même titre que Rockefeller, Astor, Vanderbilt ou Carnegie,. Ils furent parfois appelés les « barons voleurs » en raison de leur manque de scrupules vis-à-vis des moyens employés pour développer leur fortune personnelle. En 1864 et jusqu'en 1872, il devient membre de la Dabney, Morgan & Company. En 1871, il forme avec Anthony J. Drexel, de Philadelphie, la Drexel, Morgan & Company de New York. Bourreau de travail, il invente la finance moderne en rachetant de petites entreprises, en les réorganisant et en les revendant plus cher. En 1873, il utilise ses relations au Congrès pour faire couper les subventions gouvernementales dont bénéficie l'homme d'affaires Jay Cooke, l'un de ses rivaux. Il profite de la grande dépression pour effectuer un certain nombre de fusions de petites entreprises et constitue de gigantesques trusts de diverses industries, usines et lignes de chemin de fer. Pour éliminer ses rivaux, il exploite sa position de monopole dans le domaine des transports pour leur interdire d'amener leurs produits sur le marché.

#### L'apogée

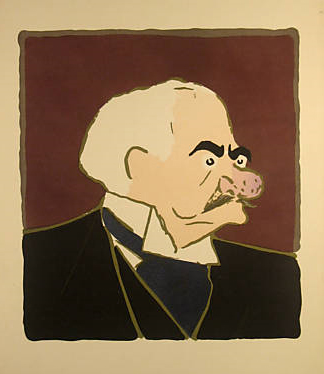
Caricature de Sem.

À la mort de son père en 1890, puis de son associé Anthony J. Drexel en 1893, Morgan prend le contrôle de la J.P. Morgan & Co. (renommée en 1910 Morgan, Grenfell & Company). Cette firme est reconnue dans le monde entier comme l'une des plus puissantes de l'époque. De plus, Morgan se tourne vers de nouveaux marchés. Dès 1885, il participe à la formation d'un trust entre deux compagnies ferroviaires en difficulté qui, débarrassées du problème de la concurrence, font de grands profits. En 1905, Morgan possède 5 000 miles de chemin de fer. Il investit également dans le domaine de l'électricité, et finance les travaux de Thomas Edison et Nikola Tesla dans les années 1870 et 1880. Il fonde également l'Edison Electric Company.
L'industrie ferroviaire demandant beaucoup d'acier, il se tourne aussi vers la sidérurgie : il entreprend en 1900 des négociations avec Charles M. Schwab et Andrew Carnegie en vue de racheter leurs parts dans Carnegie & Co. et de créer, par regroupement avec d'autres forges et usines sidérurgiques, un géant américain de l'acier, United States Steel Corporation. Carnegie accepte l'offre de Morgan de quelque 487 millions de $ ; cette transaction est conclue sans avocats ni même aucune trace écrite. La nouvelle de cette concentration ne parviendra aux journaux qu'à la mi-janvier 1901. U.S. Steel ne voit le jour que plus tard dans l'année ; c'est alors la première compagnie au monde dont le capital atteint le milliard de dollars, avec une capitalisation autorisée de 1,4 milliard de $,.
Une autre filière dans laquelle il investit par la suite est le transport maritime. Soucieux de créer une grande compagnie maritime américaine, il rassemble plusieurs compagnies des États-Unis au sein de l'International Navigation Company (IMM). En 1902, il réalise un coup de maître en s'emparant de la Leyland Line, une importante compagnie des cargos britanniques, et surtout de la White Star Line, compagnie de même nationalité. Il signe également des partenariats avec les grandes compagnies allemandes et son trust, renommé International Mercantile Marine Co., ne semble plus connaître d'opposition, à l'exception de la Cunard Line, à laquelle le gouvernement britannique verse même des subsides pour contrer cette nouvelle concurrence. Pour autant, l'IMM Co. n'était pas aussi rentable que prévu et subira plusieurs coups durs, notamment le naufrage du Titanic et les torpillages allemands de la Première Guerre mondiale.

#### Dernières années

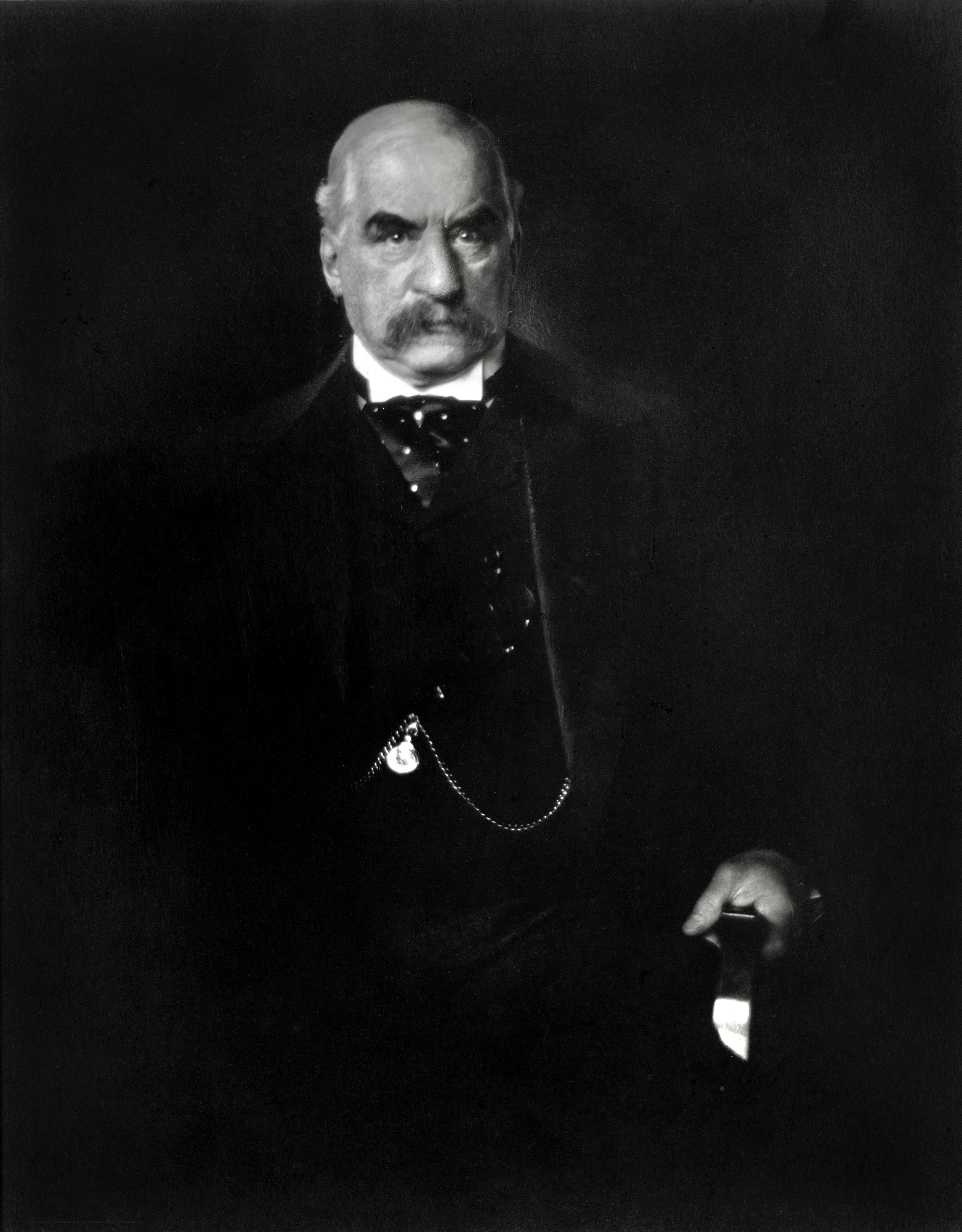
J. P. Morgan, photographié par Edward Steichen en 1903.

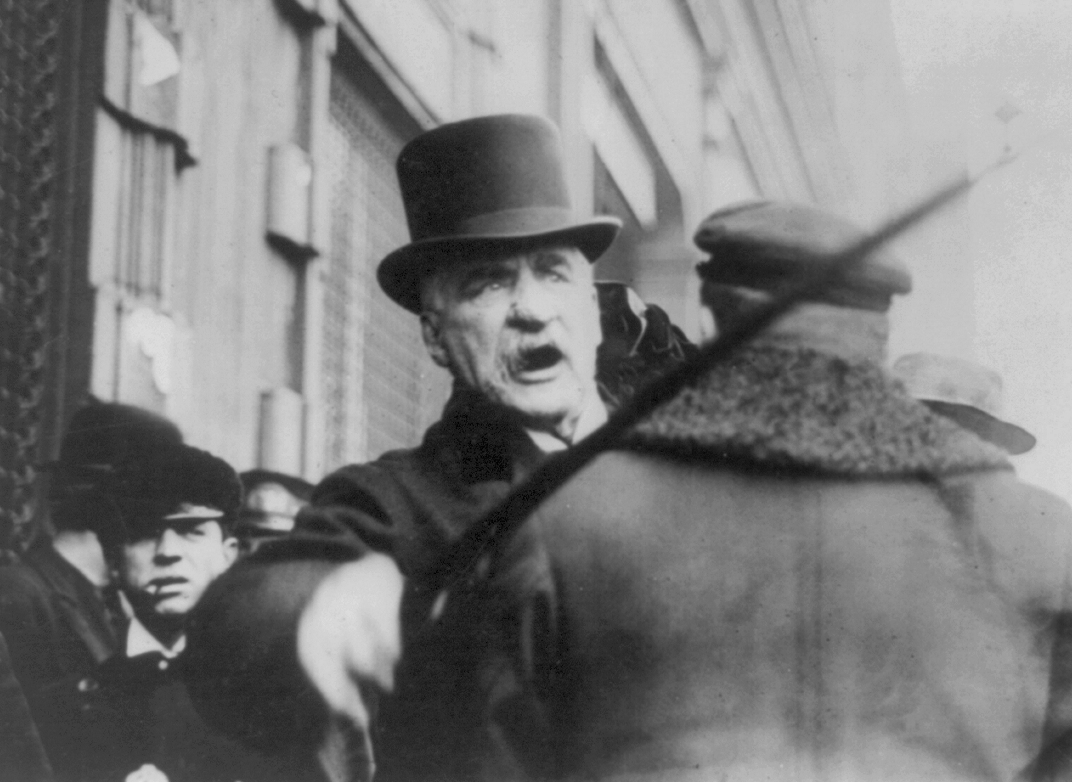
Conscient qu'il était défiguré par le Rhinophyma, Morgan détestait être pris en photo. Les clichés autorisés étaient quant à eux systématiquement retouchés

Cependant, les affaires de Morgan sont florissantes et celui-ci se permet même de prêter de grosses sommes d'argent lors des crises de 1893 et de 1907, au grand dam des ennemis des trusts. Il utilise également sa fortune pour agrémenter ses collections et fait de nombreux dons philanthropiques à des écoles, des hôpitaux et autres œuvres de charité.
Morgan est le fondateur du Metropolitan Club de New York qu'il préside de 1891 à 1900. Il a pris cette initiative à la suite de l'exclusion d'un de ses amis, Frank King, de l'Union Club de New York pour avoir exercé un travail manuel dans sa jeunesse. Morgan fait don au Metropolitan des terrains de la 5e Avenue et de la 60e rue (montant estimé à l'époque à 125 000 $) et charge Stanford White de construire l'hôtel particulier qui abritera les membres, sans se soucier du montant des travaux.
Indirectement propriétaire du Titanic, il voulait participer à son voyage inaugural. Il préfère au dernier moment annuler sa traversée et rester en cure à Aix-les-Bains, pour fêter son anniversaire avec sa maîtresse, échappant ainsi au naufrage. Un journaliste l’aurait vu dans la station thermale quelques jours après la tragédie en compagnie de sa maîtresse et apparemment insouciant ; cette attitude a, toutefois, été complètement oubliée face au comportement de Joseph Bruce Ismay.

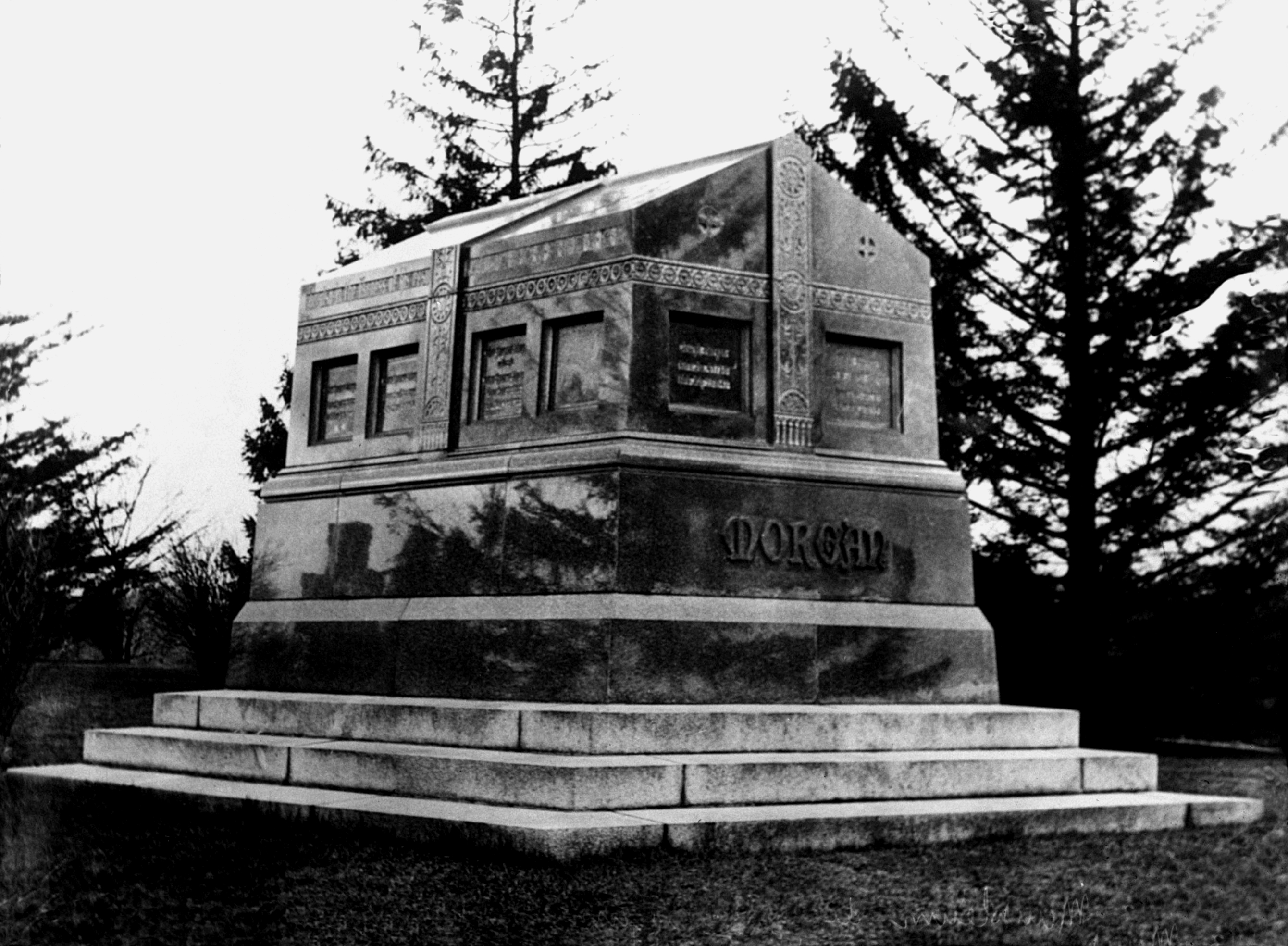
Son monument funéraire à Hartford, Connecticut, sa ville natale.

Morgan meurt dans son sommeil le 31 mars 1913 au Grand Hôtel de Rome, alors qu'il voyage en Europe. On met en berne les drapeaux dans Wall Street ; la bourse de New York suspend son activité pendant deux heures à l'occasion du passage de son convoi funèbre.
À sa mort, il ne détenait en capital que 19 % de sa fortune, un patrimoine d'une valeur de 68,3 millions de $ de l'époque ( soit $1 767 millions en valeur courante), dont 30 millions environ en actions dans les banques de New York et Philadelphie. La valeur de ses collections était estimée à 50 millions de $.
Il est inhumé dans le cimetière de Cedar Hill de sa ville natale, Hartford (Connecticut).
Son fils, J. P. Morgan, Jr, hérite de son empire bancaire.

### Divers
On peut noter quelques financements qui lui sont attribués (par l'intermédiaire de ses sociétés) :
- dans le transport, une grande partie de la réorganisation ferroviaire des États-Unis, et la construction du Titanic par l'intermédiaire de la White Star Line détenue par l'International Mercantile Marine Co., dont il était propriétaire ;
- dans la recherche, une partie des travaux de Nikola Tesla ;
- en politique, en 1895, il fut un temps créancier du gouvernement des États-Unis, pour un prêt de 62 millions de dollars qui rapporta 100 millions de dollars de bénéfice.

Il a dirigé l'achat de l'ensemble des aciéries d'Andrew Carnegie et par la suite, il a procédé à leur fusion avec d'autres groupes sidérurgiques moins importants, créant ainsi le géant mondial d'alors U.S. Steel.
Dans la rubrique Faits divers, il s'est illustré en volant une bouteille de cognac « Fine Napoléon » rarissime dans les caves de La Tour d'Argent à Paris. Le restaurant, qui n'en possédait que deux, a accepté la lettre d'excuses du millionnaire et lui a retourné le chèque en blanc qu'il leur avait adressé en guise de dédommagement.
Il était atteint de Rhinophyma, une maladie inflammatoire qui provoquait une déformation considérable de son nez et a contribué au fait qu'il fût si souvent caricaturé,.

## Le «roi des collectionneurs»

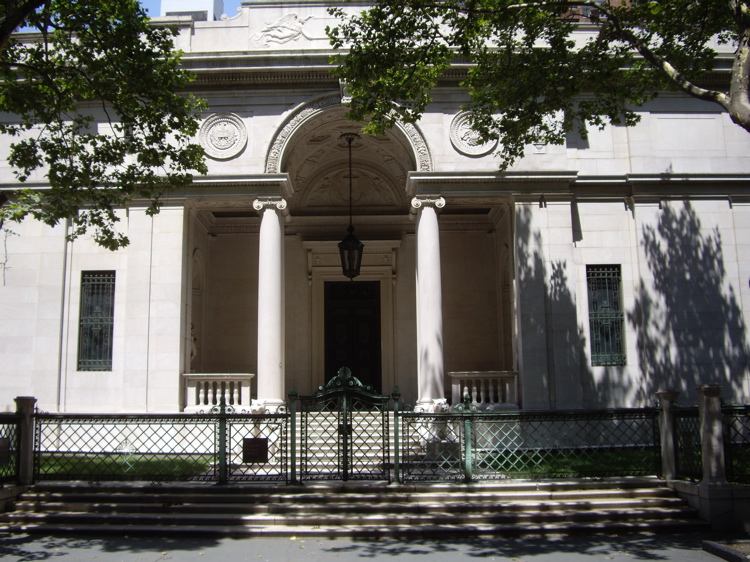
La Morgan Library and Museum, anciennement appelée la Pierpont Morgan Library, dans le quarter de Murray Hill, à Manhattan.

Son nom appartient à l'histoire de l'art, comme un des plus importants collectionneurs de tous les temps (la Pierpont Morgan Library de New York).
Il acquit, entre autres, parmi d'innombrables œuvres d'art, les deux collections d'émaux et d'art décoratif du XVIIIe siècle, formées par l'architecte, décorateur, céramiste et collectionneur Georges Hoentschel ; il donna la seconde au Metropolitan Museum of Art.
Le marchand d'art René Gimpel, qui lui vendit notamment en 1909 deux manuscrits pour 8 000 livres, l'évoque dans son Journal d'un collectionneur marchand de tableauxModèle:Harvso. Dans son carnet à la date du 2 avril 1918, il raconte l'achat au début du XXe siècle par Pierpont Morgan du célèbre Ange du Lude (Frick collection) qui prit le nom du château sarthois où il avait été installé au XIXe siècle par son propriétaire, statue en bronze conçue en 1475 par le Lyonnais Jean Barbet pour servir de girouette à la Sainte-Chapelle de Paris (il fut alors remplacé au château par une copie qui y est conservée) ; de même provenance, il acquit également une rare aiguière d'apparat en faïence dite « de Saint-Porchaire ».

« Célèbre collectionneur, c'est grâce à lui que l'Amérique possède ses trésors d'art. Ce fut un animateur qui développa un peuple immense d'amateurs. Grand financier, parfois effroyablement attaqué, ses adversaires semblaient toujours vouloir l'envoyer au bagne. Le colosse a continué son chemin sans un geste d'amertume […] Ce fut le dernier grand seigneur américain. »

Et aussi : « Tous les objets du défunt qu'on croyait destinés au musée de New York furent jetés aux enchères dans des ventes à l'amiable. Henry Clay Frick s'empara des plus beaux […] À la mort de Frick, les émaux et bronzes de la collection Morgan sont estimés 1,3 million de dollars. »
Au sujet de ses achats — et reventes — d'objets d'art : « J'ai manqué vingt fois la vente du portrait de Titus de Rembrandt. Mon premier échec fut avec le célèbre J. P. Morgan. La raison en est drôle ; c'est peint sur panneau et le bois, dans ses fibres, présente des irrégularités, et c'est pourquoi il n'en a pas voulu ! » « Brandus me raconte que lorsque Morgan lui a acheté pour 200 000 ses 125 carnets de bal du XVIIIe siècle, l'Américain lui demanda combien de temps il avait mis à les collectionner ; l'amateur parisien répondit dans un soupir : "Trente ans". Morgan fit : "Moi, ça m'a pris cinq minutes.". »
Selon Gimpel, l'antiquaire parisien Guiraud père n'arrivait pas vers 1893 à vendre les « Fragonard de Grasse » (Frick Collection) mis alors en vente par le petit-fils du cousin du peintre — qui les avait déposés dans un salon de sa maison grassoise en 1790 — sur lesquels il avait une option d'un an : « À ce moment J. P. Morgan était à Cannes sur son yacht, le marchand va le trouver, il ne lui avait rien vendu, il le conduit à Grasse et les lui laisse avec un bénéfice de 10 %. » Après avoir exposé ces panneaux au Metropolitan Museum, Morgan les propose pour 1 250 000 de dollars au marchand d'art Joseph Duveen, qui les négocie à 1 000 000 pour les revendre au prix initialement demandé à Frick… à condition que Morgan lui dise qu'il les aurait « à prix coûtant ».
Morgan céda par ailleurs à Duveen sa collection de porcelaines pour près de 3 millions de dollars.
En 1910, il achète à Charles Fairfax Murray 300 dessins anciens des Pays-Bas, soit la quasi-totalité de sa collection[réf. souhaitée].
Son fils, J. P. Morgan, Jr, fut lui aussi financier. « C'est un grand homme. […] Il est, comme financier, déjà bien plus grand que son père, qui laissa d'énormes paquets d'actions qui ne valaient rien. »

## Dans la culture populaire
- Il est cité dans la chanson Je ne donnerais pas ma place de Danielle Darrieux.
- Son portrait figura longtemps sur les billets du Monopoly. Il a souvent été caricaturé de façon à rappeler un rapace[33].
- Il fait partie des grands magnats de l'Amérique traités dans le cadre de l'émission Secrets d'histoire, intitulée Gatsby et les Magnifiques, diffusée le 1er octobre 2013 sur France 2[34].
- Il fait partie des personnalités dont John Dos Passos a écrit une courte biographie, au sein de sa trilogie U.S.A.
- Il apparaît contre Ebenezer Scrooge dans la saison 3 de la web-série Epic Rap Battles of History, vidéo publiée le 19 décembre 2013.
- Il apparaît dans la série de jeux Assassin's Creed Revelations, où il se révèle être un des fondateurs de la multinationale d'Abstergo.
- Il est cité dans le morceau Sacrifice de Masse de Freeze Corleone, sorti le 13 novembre 2018.
- Il est cité dans Les Raisins de la colère de John Steinbeck, publié en 1939.

## Hommage
- Un minéral, la morganite[35], a été nommé en son honneur.

#### Biographies
- « JP Morgan (1837-1913), fondateur d’une banque de référence » sur Next Finance
- « Pour une meilleure connaissance de l'histoire de la maison de Pierrepont » sur gpierrepont.free.fr
- « John Pierpont Morgan » sur WorldTempus
- (en) « J. Pierpont Morgan » sur nndb.com
- (en) « John Pierpont (J. P.) Morgan » sur People of Connecticut